# Ana Carolina Moura
Ana Carolina Silva de Moura (Belo Horizonte, 27 de novembro de 1995), também conhecida como  Carol Moura e Carolina Moura, é uma atleta paralímpica de Taekwondo.

## Biografia
Ana Carolina nasceu em Belo Horizonte com uma má formação congênita no antebraço direito. Sempre esteve envolvida no meio esportivo, tendo praticado futebol, dança e ginástica rítmica antes de buscar o parataekwondo.
A trajetória de Carol no esporte começou de uma maneira incomum. Após ser assaltada e ter um cordão roubado, ela decidiu que precisava se proteger e, a partir desse episódio, começou a treinar taekwondo. O que começou como uma forma de defesa pessoal rapidamente evoluiu para uma paixão pelo esporte e um desejo de competir. Ao longo dos anos, ela desenvolveu suas habilidades e começou a se destacar nas competições nacionais e internacionais.
A atleta mineira viu no parataekwondo uma oportunidade para superar barreiras e mostrar sua força. Ela entrou para o esporte paralímpico em 2019 e desde então vem acumulando conquistas. Sua perseverança e dedicação a levaram a competir em eventos internacionais, sempre com a meta de alcançar o topo do pódio.
Em 2023, conquistou a medalha de ouro nos Jogos Parapan-Americanos e no Campeonato Mundial de Taekwondo. Em sua estreia nos Jogos Paralímpicos de Verão 2024 em Paris, a atleta subiu ao lugar mais alto do pódio após derrotar a francesa Djelika Diallo na final da disputa na categoria até 65 kg, fazendo história ao ser a primeira mulher atleta brasileira a alcançar tal feito no parataekwondo em competições internacionais.
O ouro conquistado nos Jogos Paralímpicos de 2024 é o ponto mais alto de sua carreira até o momento. Sua conquista reforça o protagonismo brasileiro em modalidades paralímpicas e chama atenção para o crescimento do taekwondo no país.